# Одарченко, Алексей Филиппович
Алексей Филиппович Одарченко (1866, Лебедин, Харьковская губерния, Российская империя — 1940, Прага, Протекторат Богемии и Моравии) — профессор финансового права, почётный профессор Варшавского университета.

## Биография
Родился в 1866 году в дворянской семье.
Окончил юридический факультет Императорского Санкт-Петербургского университета.
С 1902 года — магистрант политической экономии.
Заведующий товарным отделом и товарищ управляющего Киевским отделением Южно-Русского промышленного банка (1903), преподаватель политической экономии на Вечерних высших женских курсах, приват-доцент по кафедре политической экономии и статистики юридического факультета Университета Св. Владимира и Высших коммерческих курсов в Киеве (1907), затем последовательно занимал ту же должность в Варшавском (1909) и Московском (1915) университетах.
Член-учредитель Киевского религиозно-философского общества (1908). Награждён орденом Св. Станислава 3-й степени (1914).
В 1917 году был членом Поместного собора Православной российской церкви по избранию как мирянин от Московской епархии, участвовал в 1-й сессии, член Юридического совещания при Соборном совете и I, II, III, VI отделов.
В ноябре 1920 года переехал в Париж. В 1920–1930-х годах преподаватель на юридическом факультете Украинского свободного университета в Праге, профессор финансового права, почётный профессор Варшавского университета.
С 1923 года член ревизионного отдела Украинского законодательного общества в Чехословацкой Республике, почётный член Союза русских писателей и журналистов Чехословакии.
Был женат и имел двоих сыновей.
Умер в Праге 10 сентября 1940 года. Похоронен на православном участке Ольшанского кладбища в Праге (2гор-18-307).

## Сочинения
- Аграрная реформа и право. — Киев, 1907.
- Теория ренты. — СПб., 1908.
- Основи номінальної валюти // Хліборобська Україна. Кн. 5. — 1924–1925.